# Nepokoje v Basře (srpen 2003)
Nepokoje v Basře v srpnu 2003 byly sérií událostí při nichž došlo ze strany iráckého obyvatelstva k útokům na koaliční vojáky ve městě.

## Nástin událostí
Nepokoje vypukly 9. srpna, kdy stovky Iráčanů protestovaly především proti problémům se zásobováním a výpadkům elektřiny. Při střetech bylo několik z nich postřeleno. Další den docházelo k dalším násilným událostem. Při nich byli napadeni i čeští vojáci, kteří zde působili v rámci 7. polní nemocnice.
Češi se s Iráčany střetli několikrát. Poprvé když dav Iráčanů zastavil kolonu v níž byly cisterny vezoucí vodu pro českou polní nemocnici. Čeští vojáci museli dav rozehnat palbou do vzduchu. Při jiném Iráčané napadli házením kamenů několik českých džípů. Při dalším incidentu spadl pod kola českého vozidla jeden Iráčan. Svému zranění později podlehl. V důsledku nepokojů byly omezeny výjezdy českých vojáků a byl také zastaven příjem iráckých obyvatel na základnu.